# Roman Hamrlík
Roman Hamrlík (* 12. April 1974 in Gottwaldov, Tschechoslowakei) ist ein ehemaliger tschechischer Eishockeyspieler, der im Verlauf seiner aktiven Karriere zwischen 1992 und 2013 unter anderem 1508 Spiele für die Tampa Bay Lightning, Edmonton Oilers, New York Islanders, Calgary Flames, Canadiens de Montréal und Washington Capitals in der National Hockey League auf der Position des Verteidigers bestritten hat. Während dem an erster Gesamtstelle gewählten des NHL Entry Draft 1992 auf Vereinsebene – mit der Ausnahme von drei Teilnahmen am NHL All-Star Game – Erfolge verwehrt blieben, gewann Hamrlík im Trikot der tschechischen Nationalmannschaft bei den Olympischen Winterspielen 1998 die Goldmedaille.

## Karriere

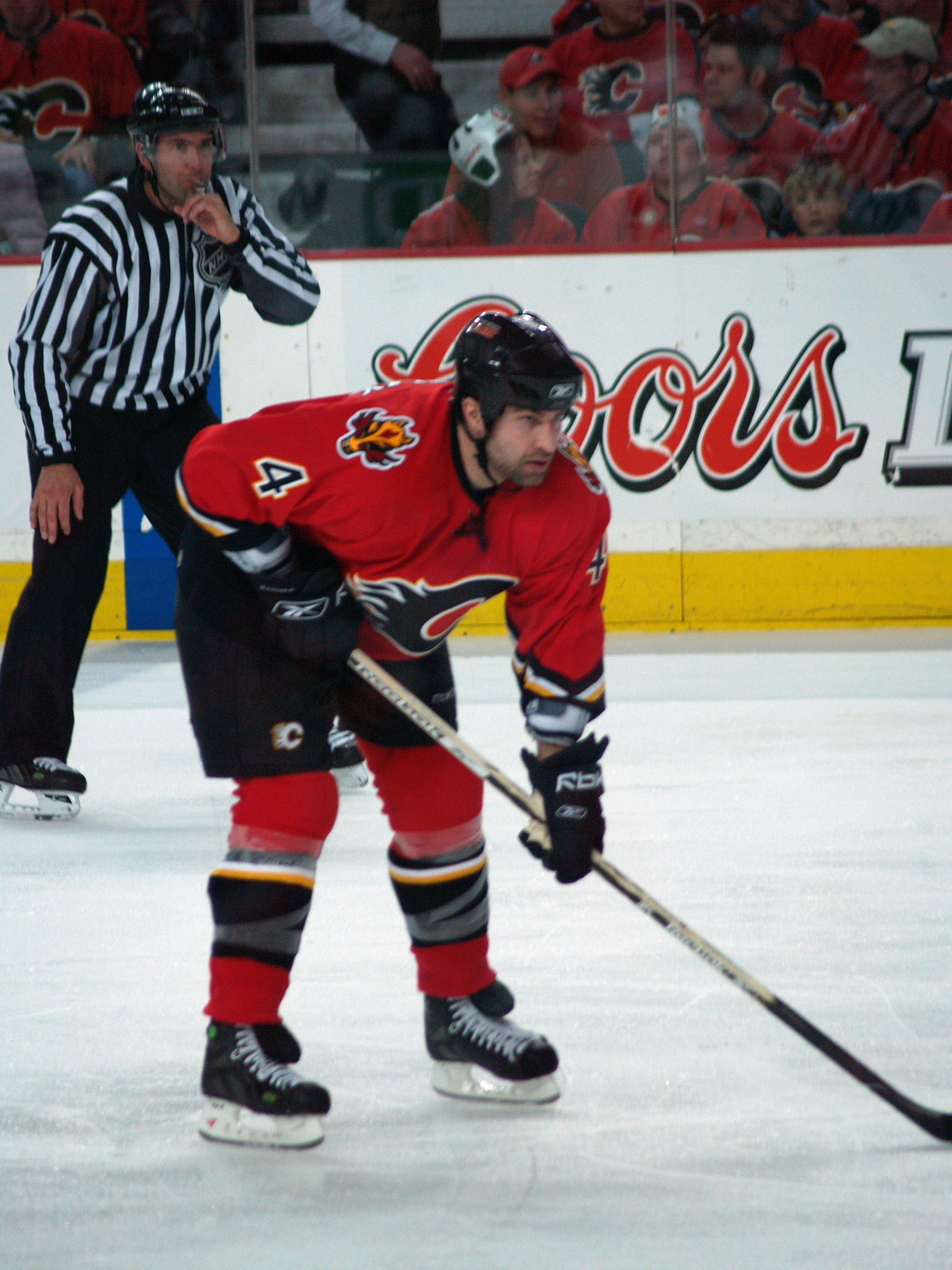
Roman Hamrlík im Trikot der Calgary Flames

Roman Hamrlík begann seine Karriere in seiner Heimatstadt beim TJ Gottwaldov, der 1990 in AC ZPS Zlín umbenannt wurde. Nach guten Leistungen dort wurde er als Nummer 1 beim NHL Entry Draft 1992 von den Tampa Bay Lightning ausgewählt. Sofort wechselte er nach Florida und spielte bis zur Saison 1997/98 sechs Jahre dort. Zum Jahresende 1997 wechselte er zu den Edmonton Oilers und hatte dort zweieinhalb gute Jahre. Mit der Tschechischen Nationalmannschaft gewann er 1998 die Goldmedaille bei den Olympischen Winterspielen in Nagano.
Ab der Saison 2000/01 spielte er für die New York Islanders, die ihn gegen Eric Brewer, Josh Green und einen Zweitrunden-Draftpick getauscht hatten. Am 12. August 2005 unterzeichnete Hamrlík einen Zweijahresvertrag bei den Calgary Flames, welcher ihm 7 Millionen US-Dollar einbrachte.
Hamrlík ist in den letzten Jahren ein Zweiwege-Verteidiger geworden. In jungen Jahren spielte er sehr offensiv und verließ schnell seine Position in der Verteidigung. Dies belegen auch seine Statistiken, da er neben vielen Punkten auch viele Minus in der +/-Statistik ansammelte. Zwar lag das zum Teil auch daran, dass die Lightning relativ erfolglos spielten, aber dennoch war Romans Defensivspiel nicht das, wie man es von einem 1st Overall-Pick erwartet. Über die Jahre legte er jedoch über zehn Kilogramm an Körpergewicht zu und agierte wesentlich besser mit seinem Körper und lernte defensiv zu spielen. Läuferisch ist er einer der solidesten Verteidiger der Liga. Hamrlík beherrscht durch die tschechische Eishockeyschule eine sehr gute Puckbehandlung und ist in der Lage, einen spieleröffnenden oder auch finalen Pass exakt zum Mitspieler bringen.

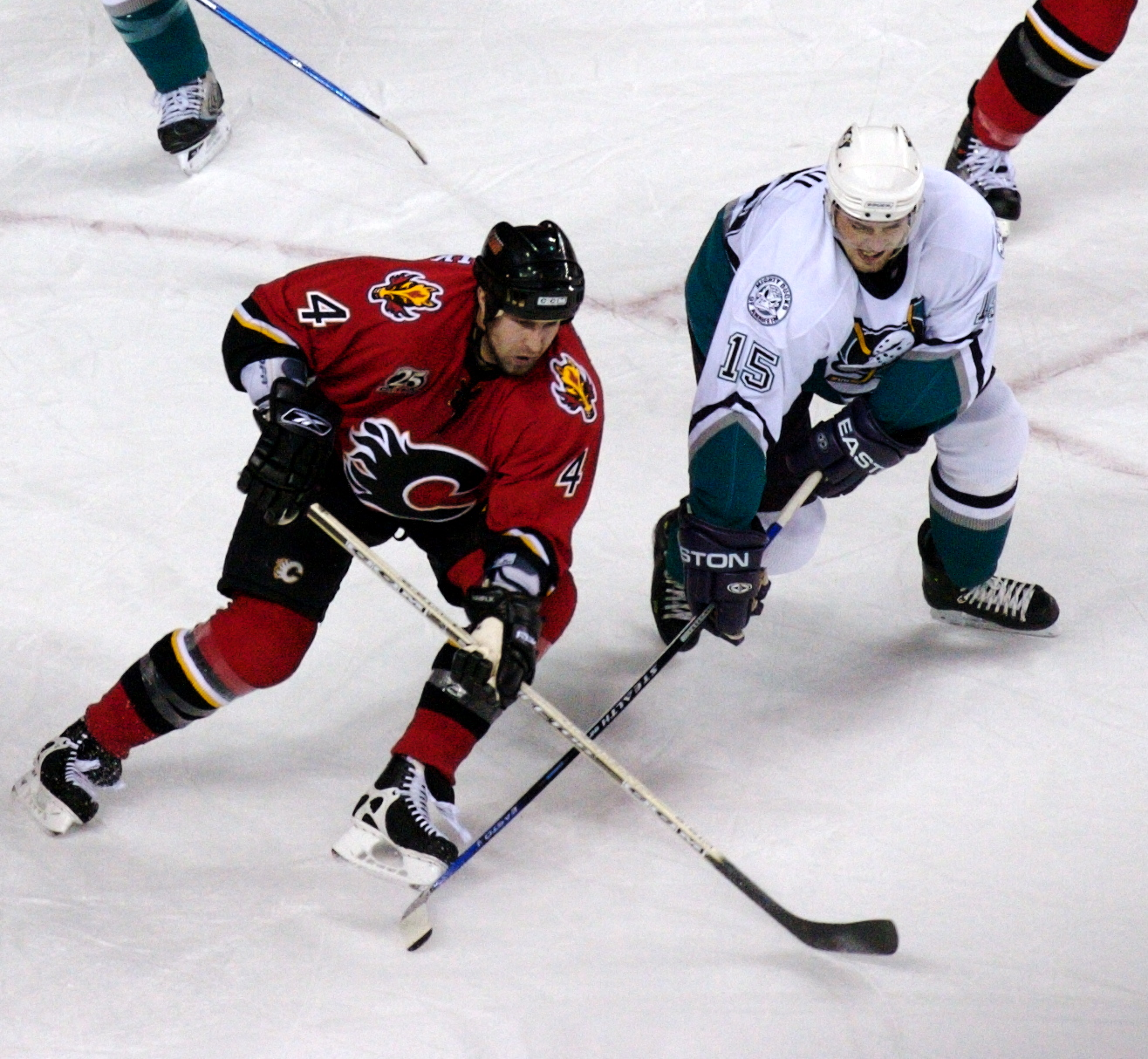
Roman Hamrlík im Duell gegen Joffrey Lupul

2007 wechselte er zu den Montréal Canadiens. Sein Vertrag lief am Ende der Saison 2010/11 aus, eine ihm angebotene Vertragsverlängerung schlug Hamrlík aus.
Am 1. Juli 2011 unterzeichnete Hamrlík einen Kontrakt für zwei Jahre bei den Washington Capitals. Am 6. März 2013 wurde der auf der Waiverliste befindliche Tscheche von den New York Rangers ausgewählt und absolvierte bis Saisonende 14 Spiele für die Rangers. Im Oktober 2013 beendete er nach 20 Spielzeiten, 1395 NHL-Spielen und 638 Scorerpunkten seine aktive Karriere.
Am 22. Januar 2019 wurde Hamrlík in die Tschechische Eishockey-Ruhmeshalle aufgenommen.

## Erfolge und Auszeichnungen
- 1996 Teilnahme am NHL All-Star Game
- 1999 Teilnahme am NHL All-Star Game
- 2003 Teilnahme am NHL All-Star Game
- 2019: Aufnahme in die Tschechische Eishockey-Ruhmeshalle

### International
| - 1991 Goldmedaille bei der U18-Junioren-Europameisterschaft - 1991 Bester Verteidiger der U18-Junioren-Europameisterschaft - 1992 Goldmedaille bei der U18-Junioren-Europameisterschaft | - 1992 All-Star-Team der U18-Junioren-Europameisterschaft - 1998 Goldmedaille bei den Olympischen Winterspielen |

## Karrierestatistik

### International
| Vertrat die Tschechoslowakei bei: - U18-Junioren-Europameisterschaft 1991 - U20-Junioren-Weltmeisterschaft 1992 - U18-Junioren-Europameisterschaft 1992 | Vertrat Tschechien bei: - Weltmeisterschaft 1994 - World Cup of Hockey 1996 - Olympischen Winterspielen 1998 - Olympischen Winterspielen 2002 - Weltmeisterschaft 2004 - World Cup of Hockey 2004 |

(Legende zur Spielerstatistik: Sp oder GP = absolvierte Spiele; T oder G = erzielte Tore; V oder A = erzielte Assists; Pkt oder Pts = erzielte Scorerpunkte; SM oder PIM = erhaltene Strafminuten; +/− = Plus/Minus-Bilanz; PP = erzielte Überzahltore; SH = erzielte Unterzahltore; GW = erzielte Siegtore; 1 Play-downs/Relegation; Kursiv: Statistik nicht vollständig)